# Балканци (Великотырновская область)
Балканци (болг. Балканци) — село в Болгарии. Находится в Великотырновской области, входит в общину Стражица. Население составляет 102 человека (2022).

## Политическая ситуация
В местном кметстве Балканци, в состав которого входит Балканци, должность кмета (старосты) исполняет Стефан Стоянов Желев (независимый) по результатам выборов.
Кмет (мэр) общины Стражица — Стефан Рачков Стефанов (Национальное движение «Симеон Второй» (НДСВ)) по результатам выборов.